# Liste der Komponisten/G

## Ga
- Jenő Gaál (1906–1980)
- Giuseppe Gabetti (1796–1862)
- Rewas Gabitschwadse (1913–1999)
- Andrea Gabrieli (um 1510–1586)
- Giovanni Gabrieli (um 1556–1612)
- Domenico Gabrielli (1651–1690)
- Nicolò Gabrielli (1814–1891)
- Nodar Gabunia (1933–2000)
- Kenneth Gaburo (1926–1993)
- Giulio Cesare Gabussi (um 1555–1611)
- Vincenzo Gabussi (1800–1846)
- Axel Gade (1860–1921)
- Jacob Gade (1879–1963)
- Niels Wilhelm Gade (1817–1890)
- Clemens Gadenstätter (* 1966)
- Henry Gadsby (1842–1907)
- Üsejir Gadschibekow (1885–1948)
- Meingosus Gaelle (1752–1816)
- Tommaso Bernardo Gaffi (um 1670–1744)
- Franchinus Gaffurius (1451–1522)
- Bogdan Gagić (1931–2019)
- Giovanni Battista Gagliano (1594–1651)
- Marco da Gagliano (1582–1643)
- Henri Gagnebin (1886–1977)
- Jean-Josaphat Gagnier (1885–1949)
- René Gagnier (1892–1951)
- Alain Gagnon (1938–2017)
- André Gagnon (1936–2020)
- Giovanni Battista Gaiani (1757–1819)
- Sophie Gail (1775–1819)
- André Gailhard (1885–1966)
- Marius-François Gaillard (1900–1973)
- Friedrich Gaitis (1909–1994)
- Constantino Gaito (1878–1945)
- Bernhard Gal (* 1971)
- Hans Gál (1890–1987)
- Cristóbal Galán (um 1640 – nach 1691)
- Carlo Galante (* 1959)
- John Galea (* 1960)
- Cesare Galeotti (1872–1929)
- Stefano Galeotti (um 1723 – um 1790)
- Michelangelo Galilei (1575–1631)
- Vincenzo Galilei (um 1520–1591)
- Ferdinando Galimberti (nachweisbar um 1730–50)
- Blas Galindo Dimas (1910–1993)
- Jan Karol Gall (1856–1912)
- Jacques François Gallay (1795–1864)
- Wenzel Robert Gallenberg (1783–1839)
- Leandro Gallerano (um 1580–1632)
- Luciano Gallet (1893–1931)
- Amintore Galli (1845–1919)
- Antonius Galli († 1565)
- Domenico Galli (1649–1697)
- Raffaele Galli (1825–1889)
- Johann Ernst Galliard (um 1687–1749)
- Johannes Galliculus (um 1490 – um 1550)
- Giuseppe Gallignani (1851–1923)
- Jan Adam Gallina (1724–1773)
- Priamo Gallisay (1853–1930)
- Domenico Gallo (1730 – um 1775)
- Pietro Antonio Gallo (um 1695–1777)
- Vincenzo Gallo (um 1550 – nach 1607)
- Raymond Gallois-Montbrun (1918–1994)
- Jean Gallon (1878–1959)
- Noël Gallon (1891–1966)
- Jacques Gallot (um 1625 – um 1695)
- Jacobus Gallus (1550–1591)
- Baldassare Galuppi (1706–1785)
- German Germanowitsch Galynin (1922–1966)
- Elisabetta de Gambarini (1730–1765)
- Vincent Gambaro (1785–1824)
- Gerardo Gandini (1936–2013)
- Louis Ganne (1862–1923)
- Johann Gänsbacher (1778–1844)
- Carl Gänschals (Gänsehals) (1847–1906)
- Johann Caspar Ganspeck (1637–1741)
- Annibal Gantez (um 1600 – um 1668)
- Rudolph Ganz (1877–1972)
- Andrés Gaos (1874–1959)
- Serge Garant (1929–1986)
- Mariano Garau (* 1952)
- Alexis Garaudé (1779–1852)
- Fernando García (* 1930)
- Gerald Garcia (* 1949)
- José Maurício Nunes Garcia (1767–1830)
- Manuel del Pópulo Vicente García (1775–1832)
- Antón García Abril (1933–2021)
- Alejandro García Caturla (1906–1940)
- Francisco Javier García Fajer (1730–1809)
- Manuel García Morante (* 1937)
- Roberto García Morillo (1911–2003)
- José García Robles (1835–1910)
- Jorge García del Valle Méndez (* 1966)
- Xavier Garcia (* 1959)
- Antonio Gardane (1509–1569)
- Sigurđur Egill Garđarsson (* 1941)
- Pierre de la Garde (1717–1792)
- Lamberto Gardelli (1915–1998)
- Francesco Gardi (um 1760/1765 – um 1810)
- Henry Balfour Gardiner (1877–1950)
- Mary Gardiner (1932–2010)
- Samuel Gardner (1891–1984)
- Zoltán Gárdonyi (1906–1986)
- Zsolt Gárdonyi (* 1946)
- Luis Vicente Gargallo (um 1620/1630 – 1682)
- Peter Garland (* 1952)
- Carlo Giorgio Garofalo (1886–1962)
- Josef Garovi (1908–1985)
- Rifaat Garrana (* 1924)
- Julio Garreta (1875–1925)
- Pablo Garrido (1905–1982)
- Celso Garrido Lecca (1926–2025)
- Santino Garsi (oder Santino da Garsi, auch Santino Garsi da Parma, genannt Valdes; 1542–1604)
- John Garth (1721–1810)
- Mario Garuti (* 1957)
- Maria Isabel Garvia (* 1959)
- Irena Garztecka (1913–1963)
- Mathieu Gascongne (1490–1520)
- Giorgio Gaslini (1929–2014)
- Adrian Gaspar (* 1987)
- Gasparo Gaspardini (um 1660–1714)
- Francesco Gasparini (1661–1727)
- Quirino Gasparini (1721–1778)
- Gaspar van Weerbeke (um 1440 – nach 1517)
- Luis Gásser (* 1951)
- Ulrich Gasser (* 1950)
- Florian Leopold Gassmann (1729–1774)
- Peter Gast (1854–1918)
- Giovanni Giacomo Gastoldi (um 1553–1609)
- Amédée Henri Gustave Noël Gastoué (1873–1943)
- Heinrich Gattermeyer (1923–2018)
- Carlo Gatti (1876–1965)
- Luigi Gatti (1740–1817)
- Theobaldo di Gatti (um 1650–1727)
- Simone Gatto (um 1540/1550 – 1595)
- Domenico Gaudioso (nach 1700–1781)
- Alard du Gaucquier (1534–1582)
- Philippe Gaubert (1879–1941)
- Eric Gaudibert (1936–2012)
- Denis Gaultier (* 1597 oder 1603; † 1672)
- Ennemond Gaultier (um 1575–1651)
- Henry John Gauntlett (1805–1876)
- Otto Gauß (1877–1970)
- Allain Gaussin (* 1943)
- Pierre Gautier (1863–1940)
- Pierre Gautier de Marseille (um 1642–1696)
- Gianandrea Gavazzeni (1909–1996)
- Pierre Gaveaux (1760–1825)
- Pierre Gaviniès (1728–1800)
- Waleri Alexandrowitsch Gawrilin (1939–1999)
- Wojciech Gawroński (1868–1910)
- Johann Christoph Gayer (1668–1734)
- James McDonald Gayfer (1916–1997)
- Joaquín Gaztambide (1822–1870)
- Stephanos Gazouleas (* 1931)
- Giuseppe Gazzaniga (1743–1818)

## Ge
- Gan-ru Ge (* 1954)
- François René Gebauer (1773–1845)
- Johan Christian Gebauer (1808–1884)
- Franz Xaver Gebel (1787–1843)
- Georg Gebel (1709–1753)
- Hans Gebhard-Elsaß (1882–1947)
- Hans Gebhard (1897–1974)
- Hans Gebhard (1929–2022)
- Heinrich Gebhard (1878–1963)
- Max Gebhard (1896–1978)
- André Gedalge (1856–1926)
- John Maxwell Geddes (1941–2017)
- Michael Gees (* 1953)
- Rolf Gehlhaar (1943–2019)
- Joseph Gehot (1756 – um 1820)
- Gustav Geierhaas (1888–1976)
- Erik Gustaf Geijer (1783–1847)
- Carl Gottfried Geilfuss (1704 – um 1745)
- Walther Geiser (1897–1993)
- Paul Geisler (1856–1919)
- Fritz Geißler (1921–1984)
- Christian Geist (um 1640–1711)
- Hans-Joachim Geisthardt (1925–2007)
- Artur Gelbrun (1913–1985)
- Josef Gelinek (1758–1825)
- Ernst von Gemmingen-Hornberg (1759–1813)
- Francesco Geminiani (1687–1762)
- Jiří Gemrot (* 1957)
- Richard Genée (1823–1895)
- Pietro Generali (1773–1832)
- Anthony Genge (* 1952)
- Vladimir Genin (* 1958)
- Giorgio Gentili (um 1669 – nach 1731)
- Armando Gentilucci (1939–1989)
- Harald Genzmer (1909–2007)
- Jean-Nicolas Geoffrey (um 1630–1694)
- Corneliu Dan Georgescu (* 1938)
- Remus Georgescu (* 1932)
- Jaap Geraedts (1924–2003)
- Derick Gerard (um 1485 – nach 1550)
- Ernst Ludwig Gerber (1746–1819)
- René Gerber (1908–2006)
- Steven Gerber (1948–2015)
- Fran Gerbić (1840–1917)
- Philipp Gerbl (1719–1803)
- Federico Gerdes (1873–1953)
- Jean Gergely (1911–1996)
- Fritz Christian Gerhard (1911–1993)
- Robert Gerhard (1896–1970)
- Frank Gerhardt (* 1967)
- Franz Xaver Gerl (1764–1827)
- Günter Gerlach (1928–2003)
- Hans Gerle (um 1498–1570)
- David German (* 1954)
- Edward German (1862–1936)
- Friedrich Gernsheim (1839–1916)
- Ihan Gero (um 1518–1553)
- Joseph Gersbach (1787–1830)
- Edwin Gerschefski (1909–1988)
- George Gershwin (1898–1937)
- Oswald Gerstel (1923–2013)
- Joachim Gerstenbüttel (1647–1721)
- Ottmar Gerster (1897–1969)
- Charles-Hubert Gervais (1671–1744)
- Claude Gervaise (um 1510 – nach 1555)
- Giovanni Battista Gervasio (um 1725 – nach 1785)
- Bartholomäus Gesius (1562–1613)
- Carlo Gesualdo (um 1560–1613)
- György Geszler (1913–1998)
- François-Auguste Gevaert (1828–1908)
- Frans Geysen (* 1936)

## Gh
- Giuseppe Ghebart (1796–1870)
- Diamandi Gheciu (1892–1980)
- Giorgio Federico Ghedini (1892–1965)
- Gheerkin de Hondt (um 1510 – um 1560)
- Leo van Gheluwe (1837–1914)
- Emmanuel Ghent (1925–2003)
- Valentin Gheorghiu (1928–2023)
- Gherardello da Firenze (um 1320/1325 – 1362/1363)
- Filippo Maria Gherardeschi (1738–1808)
- Giuseppe Gherardeschi (1759–1815)
- Biagio Gherardi (um 1610 – nach 1650)
- Géry de Ghersem (um 1574 – 1630)
- Matthias van den Gheyn (1721–1785)
- Grigore Ghidionescu (1901–1968)
- Johannes Ghiselin (um 1455 – um 1511)
- Federico Ghisi (1901–1975)
- Giovanni Ghizzolo (um 1580 – um 1625)

## Gi
- Juan Francisco Giacobbe (1907–1990)
- Girolamo Giacobbi (1567–1629)
- Geminiano Giacomelli (1692–1740)
- Bortolomeo Giacometti (1741–1809)
- Giuseppe Giamberti (um 1600 – um 1662)
- Luis Gianella (1778–1817)
- Luis Gianneo (1897–1968)
- Antonio Giannettini (1648–1721)
- Vittorio Giannini (1903–1966)
- Bernardo Gianoncelli († vor 1650)
- Antonio Gianotti (im 17. Jahrhundert)
- Pietro Giannotti (um 1700–1765)
- Felice Giardini (1716–1796)
- Giovanni Antonio Giay (1690–1764)
- Francesco Saverio Giay (1729–1801)
- Christopher Gibbons (1615–1676)
- Orlando Gibbons (1583–1625)
- Cecil Armstrong Gibbs (1889–1960)
- Joseph Gibbs (1699–1788)
- Otto Gibel (Gibelius) (1612–1682)
- Lorenzo Gibelli (um 1719–1812)
- Paul-César Gibert (1717–1787)
- Pia Gilbert (1921–2018)
- John Gibson (1951–2016)
- Jon Gibson (1940–2020)
- Miriam Gideon (1906–1996)
- Willy Giefer (1930–2020)
- Joseph Giehrl (1857–1893)
- Michael Gielen (1927–2019)
- Walter Gieseler (1919–1999)
- Helen Gifford (* 1935)
- Nicolas Gigault (um 1627–1707)
- Christian Giger (* 1959)
- Eugène Gigout (1844–1925)
- Gilardo Gilardi (1889–1963)
- Anthony Gilbert (1934–2023)
- Henry Gilbert (1868–1928)
- Jean Gilbert (1879–1942)
- Paul-César Gilbert (1717–1787)
- Jacob Gilboa (1920–2007)
- William Wallace Gilchrist (1846–1916)
- Nathaniel Giles (um 1558–1633)
- Jacob Edvard Gille (1814–1880)
- Jean Gilles (1668–1705)
- Jean-Claude Gillier (1667–1737)
- Don Gillis (1912–1978)
- Jan van Gilse (1881–1944)
- Paul Gilson (1865–1942)
- Berend Giltay (1910–1975)
- Gerónimo Giménez y Bellido (1854–1923)
- Alberto Ginastera (1916–1983)
- Salvador Giner y Vidal (1832–1911)
- Juan Ginés Pérez (1548–1612)
- Carmine Giordani (um 1685–1758)
- Giuseppe Giordani (1751–1798)
- Tommaso Giordani (um 1733–1806)
- Umberto Giordano (1867–1948)
- Ferdinando Giorgetti (1796–1867)
- Giovanni Giorgi (um 1700–1762)
- Giovanni Giornovichi (1747–1804)
- Paolo Giorza (1832–1914)
- Petronio Giovagnoni (im 18. Jahrhundert)
- Ruggiero Giovannelli (um 1560–1625)
- Giovanni da Cascia (Giovanni da Firenze) (nachgewiesen um 1340–50)
- Ruth Gipps (1921–1999)
- Pietro Antonio Giramo (um 1619 – um 1630)
- François-Joseph Giraud († um 1790)
- Santino Girelli (um 1590 – um 1627)
- Walter Girnatis (1894–1981)
- Manuel Giró (1848–1916)
- Arsenio Girón (* 1932)
- François Giroust (1737–1799)
- Elias Gistelinck (1935–2005)
- Giovanni Francesco Giuliani (um 1760 – nach 1818)
- Mauro Giuliani (1781–1829)
- Emilia Giuliani-Guglielmi (1813–1850)
- Johann Andreas Joseph Giulini (1723–1772)
- Barbara Giuranna (1902–1998)
- Lodovico Giustini (1685–1743)

## Gj
- Ola Gjeilo (* 1978)
- Bjørn G. Gjerstrøm (1939–2017)
- Gunnar Gjerstrøm (1891–1951)

## Gl
- Antoine-Charles Glachant (1770–1851)
- Detlev Glanert (* 1960)
- Peggy Glanville-Hicks (1912–1990)
- Werner Wolf Glaser (1913–2006)
- Louis Glass (1864–1936)
- Paul Glass (* 1934)
- Philip Glass (* 1937)
- Stanley Glasser (1926–2018)
- Alexander Glasunow (1865–1936)
- Daniel Glaus (* 1957)
- Jewgeni Glebow (1929–2000)
- Johann Melchior Gletle (1626–1683)
- Franz Gleißner (1761–1818)
- Johann Melchior Gletle (1626–1683)
- Srul Irving Glick (1934–2002)
- Sylvia Glickman (1932–2006)
- Friedrich Glier (1891–1953)
- Reinhold Glière (1875–1956)
- Michail Glinka (1804–1857)
- Vinko Globokar (* 1934)
- Liviu Glodeanu (1938–1978)
- François Glorieux (* 1932)
- Peter Glösch (um 1700 – vor 1754)
- Carl Wilhelm Glösch (1732–1809)
- Christoph Willibald Gluck (1714–1787)

## Gn
- Radamés Gnattali (1906–1988)
- Vittorio Gnecchi (1876–1954)
- Michail Fabianowitsch Gnessin (1883–1957)
- Jelena Fabianowna Gnessina (1874–1967)

## Go
- Stefano Gobatti (1852–1913)
- Thomas Gobert (um 1600–1672)
- Vladimir Godár (* 1956)
- Amédée Godard († 1894/96)
- Benjamin Godard (1849–1895)
- Robert Godard (um 1536–60)
- Eugène Godecharle (1742–1814)
- Félix Godefroid (1818–1897)
- Jules-Joseph Godefroid (1811–1840)
- Leopold Godowsky (1870–1938)
- Rolf Inge Godøy (* 1952)
- Hugo Godron (1900–1971)
- Roger Goeb (1914–1997)
- Heiner Goebbels (* 1952)
- Dieter Goebel-Berggold (1947–2013)
- Alexander Goedicke (1877–1957)
- Alexander Goehr (1932–2024)
- Walter Goehr (1903–1960)
- Lucien Goethals (1931–2006)
- Hermann Goetz (1840–1876)
- Karel Goeyvaerts (1923–1993)
- Richard Göhle (1883–1972)
- Sim Gokkes (1897–1943)
- Ernest Gold (1921–1999)
- Jakub Gołąbek (um 1739–1789)
- Johann Gottlieb Goldberg (1727–1756)
- Elliot Goldenthal (* 1954)
- Alexander Borissowitsch Goldenweiser (1875–1961)
- Friedrich Goldmann (1941–2009)
- Karl Goldmark (1830–1915)
- Berthold Goldschmidt (1903–1996)
- Otto Goldschmidt (1829–1907)
- Sigmund Goldschmidt (1815–1877)
- Jerry Goldsmith (1929–2004)
- Malcolm Goldstein (* 1936)
- Marin Goleminov (1908–2000)
- Stan Golestan (1875–1956)
- Osvaldo Golijov (* 1960)
- Stefano Golinelli (1818–1891)
- Jürgen Golle (* 1942)
- Vinzenz Goller (1873–1953)
- Stefano Golinelli (1818–1891)
- Georg Goltermann (1824–1898)
- Jewgeni Golubew (1910–1988)
- Jefim Golyscheff (1897–1970)
- Nicholas Gombert (um 1495 – um 1560)
- Antônio Carlos Gomes (1836–1896)
- Milton Soares Gomes dos Santos (1916–1974)
- Antonio Gómezanda (1894–1961)
- Atsuhiko Gondai (* 1980)
- Giuseppe Gonelli (1685–1745)
- Michel Gonneville (* 1950)
- Chiquinha Gonzaga (1847–1935)
- Hilario González (1920–1999)
- Agustin González Acilu (* 1929)
- Jorge González Avila (1925–1993)
- Enrique González Mántici (1912–1974)
- Fabio González-Zuleta (1920–2011)
- Alfred Goodman (1920–1999)
- Eugène Goossens (1893–1962)
- Otar Gordeli (1928–1994)
- Henryk Górecki (1933–2010)
- Gino Gorini (1914–1992)
- Sandro Gorli (* 1948)
- Hans-Georg Görner (1908–1984)
- Johann Gottlieb Görner (1697–1778)
- Johann Valentin Görner (1702–1762)
- François-Joseph Gossec (1734–1829)
- Dragutin Gostuški (1923–1998)
- Jakov Gotovac (1895–1982)
- Alexander Wilhelm Gottschalg (1827–1908)
- Louis Moreau Gottschalk (1829–1869)
- Clytus Gottwald (1925–2023)
- Claude Goudimel (um 1514–1572)
- Émile Goué (1904–1946)
- Denis Gougeon (* 1951)
- Elizabeth Davies Gould (1904–1995)
- Glenn Gould (1932–1982)
- Morton Gould (1913–1996)
- Charles Gounod (1818–1893)
- Nicolas Goupillet (1650–1613)
- Louis Théodore Gouvy (1819–1898)

## Gr
- Tonnie de Graaf (1926–1996)
- Johann Grabbe (1585–1655)
- Hermann Grabner (1886–1969)
- Manfred Grabs (1938–1984)
- Alfred Gradstein (1904–1954)
- Hermann Graedener (1844–1929)
- Karl Graedener (1812–1883)
- Johann Georg Graeff (1762–1829)
- Georg Gräner (1876–1945)
- Paul Graener (1872–1944)
- Guillermo Graetzer (1914–1993)
- Christian Ernst Graf (1723–1804)
- Friedrich Hartmann Graf (1727–1795)
- Johann Graf (1684–1750)
- Wolfram Graf (* 1965)
- Johann Friedrich Gräfe (1711–1787)
- Filippo Gragnani (1768–1820)
- David Graham (* 1951)
- Ulf Grahn (1942–2023)
- Percy Grainger (1882–1961)
- Peder Gram (1881–1956)
- Harold Gramatges (1918–2008)
- Enrique Granados (1867–1916)
- Giovanni Battista Granata (1620/1621–1687)
- Michelangelo Grancino (um 1605–1669)
- Alessandro Grandi (um 1577–1630)
- Renato de Grandis (1927–2008)
- Johann Jeremias du Grain (um 1700–1759)
- Bruno Granichstaedten (1879–1944)
- Gottfrid Gräsbeck (1927–2010)
- Jean-Jacques Grasset (1769–1839)
- Alberto Grau (* 1937)
- Hannelore Graubner (1924–1982)
- Carl Heinrich Graun (1703/1704–1759)
- Johann Gottlieb Graun (1703–1771)
- Kurt Graunke (1915–2005)
- Christoph Graupner (1683–1760)
- Bonifazio Graziani (um 1605–1664)
- Carlo Graziani (um 1720–1787)
- Alessandro Grazioli (1770–1834)
- Giovanni Battista Grazioli (1746–1820)
- Terence Greaves (1933–2009)
- Gaetano Greco (um 1657–1728)
- Peter Grecke (* um 1650)
- Wilhelm Greef (1809–1875)
- Ole-Carsten Green (1922–2003)
- Ray Green (1908–1997)
- Maurice Greene (1696–1755)
- Thomas Greeting (im 17. Jahrhundert)
- Vinicius Grefiens (1916–2000)
- Čestmir Gregor (1926–2011)
- Annibale Gregori (um 1580–1633)
- Eduard Grell (1800–1886)
- Nicholas Grenon (oder Nicolas Grenon; um 1380–1456)
- Johan Fredrik Grenser (1758–1795)
- Fridel Grenz (1929–2018)
- Josef Grešák (1907–1987)
- Antoine-Frédéric Gresnick (1755–1799)
- André Grétry (1741–1813)
- Johann Konrad Gretsch (1710–1778)
- Alexander Gretschaninow (1864–1956)
- Deirdre Gribbin (* 1967)
- Edvard Grieg (1843–1907)
- Karl-Rudi Griesbach (1916–2000)
- Peter Griesbacher (1864–1933)
- Charles Tomlinson Griffes (1884–1920)
- George Eugen Griffin (1781–1863)
- Nicolas de Grigny (1672–1703)
- Teodor Grigoriu (1926–2014)
- Gianbattisto Grillo († 1622)
- Jim Grimm (1928–2006)
- Julius Otto Grimm (1827–1903)
- Romuald Grinblat (1930–1995)
- Ragnar Grippe (* 1951)
- Albert Grisar (1808–1869)
- Gérard Grisey (1946–1998)
- Renato Grisoni (1922–2012)
- Branko Grković (1920–1982)
- Charles Grobe (1817–1880)
- Mr. Grobe (um 1700)
- Ferde Grofé (1892–1972)
- Johann Groh (um 1575–1627)
- Albertus Groneman (1711–1778)
- Cor de Groot (1914–1993)
- Eric Gross (1926–2011)
- Andrea Grossi (um 1660 – nach 1696)
- Carlo Grossi (um 1634–1688)
- Erhard Grosskopf (1934–2025)
- Wilhelm Grosz (1894–1939)
- Nicolas de la Grotte (1530 – um 1600)
- Magne Grov (1938–2018)
- Stefans Grové (1922–2014)
- Eivind Groven (1901–1977)
- Carlo Luigi Grua (1700–1773)
- Carlo Luigi Pietro Grua (1665–1726)
- Franz Paul Grua (1753–1833)
- Georg Wilhelm Gruber (1729–1796)
- Gerhard Gruber (* 1951)
- HK Gruber (* 1943)
- Ludwig Gruber (1874–1964)
- Jakob Gruchmann (* 1991)
- Louis Gruenberg (1884–1964)
- Friedrich Wilhelm Grund (1791–1874)
- Jean-Jacques Grunenwald (1911–1982)
- Joachim Gruner (1933–2011)
- Nathanel Gottfried Gruner (1732–1794)
- Ludwig Grünberger (1839–1896)
- Odd Grüner-Hegge (1899–1973)
- Gottfried Grünewald (1673–1739)
- Martin Grütter (* 1983)
- Leopold Grützmacher (1835–1900)
- Friedrich Grützmacher (1832–1903)
- Vjekoslav Gržinić (1932–1970)

## Gu
- Alessandro Gualteri (um 1580 – um 1620)
- Gioseffo Guami (um 1540 – um 1612)
- José Joaquín Guarín (1825–1854)
- Carmine Guarino (1893–1965)
- Mario Guarino (1900–1971)
- Adriano Guarnieri (* 1947)
- Mozart Camargo Guarnieri (1907–1993)
- Carlos Guastavino (1912–2000)
- Sofia Gubaidulina (1931–2025)
- Boris Guckelsberger (* 1968)
- Pelle Gudmundsen-Holmgreen (1932–2016)
- Pierre Guédron (um 1565–1620/21)
- Luc Guenée (1779–1850)
- Marie-Alexandre Guénin (1744–1835)
- Nils Günther (* 1973)
- Francisco Guerau (1649–1722)
- Francesco Guerini (um 1740–1770)
- César Guerra Peixe (1914–1993)
- Francisco Guerrero (1528–1599)
- Francisco Guerrero (1951–1997)
- Guido Guerrini (1890–1965)
- Gerardo Guevara (1930–2024)
- Jean-Pierre Guézec (1934–1971)
- Alexander Gugel (* 1961)
- Pietro Alessandro Guglielmi (1728–1804)
- Pietro Carlo Guglielmi (1772–1817)
- Abbé François Guichard (1745–1807)
- Giovanni Antonio Guido (um 1675 – nach 1728)
- Jean-Adam Guilain (Anfang 18. Jahrhundert)
- Louis-Gabriel Guillemain (1705–1770)
- Jean Guillou (1930–2019)
- Alexandre Guilmant (1837–1911)
- Joan Guinjoan (1931–2019)
- Albert Guinovart (* 1962)
- Carles Guinovart i Rubiella (1941–2019)
- Ernest Guiraud (1837–1892)
- Severo Giussani (im 18. Jahrhundert)
- Max Gulbins (1862–1932)
- Friedrich Gulda (1930–2000)
- Olof Gullberg (1931–2016)
- Robert Gulya (* 1973)
- Adam Gumpelzhaimer (1559–1625)
- Johann Gumprecht (1610–1697)
- Robert Gund (1865–1927)
- Betin Güneş (* 1957)
- Joseph Gungl (1809–1889)
- Hermann Günther (1824–1871)
- Rosa Guraieb Kuri (1931–2014)
- Josef Antonín Gurecký (1709–1769)
- Jesús Guridi (1886–1961)
- Cornelius Gurlitt (1820–1901)
- Manfred Gurlitt (1890–1972)
- Ivor Gurney (1890–1937)
- Albrecht Gürsching (1934–2017)
- Cesario Gussago (vor 1579 – um 1612)
- Gene Gutchë (1907–2000)
- Juan Gutiérrez de Padilla (um 1590–1664)
- Christophe Guyard (* 1966)
- Jacques Guyonnet (1933–2018)
- Johann Peter Guzinger (1683 – nach 1747)
- Josep Lluis Guzmán (1954–2017)

## Gy
- Adalbert Gyrowetz (1763–1850)
- Franklin Gyselynck (* 1950)